# Saint-Loup-en-Champagne
Pour les articles homonymes, voir Saint-Loup.
Le village de Saint-Loup-en-Champagne est une commune française, située dans le département des Ardennes, en région Grand Est.
Bâti dans un vallon et entouré de fossés, il se trouve à proximité de la voie romaine de Reims à Cologne. Il offre au visiteur le site de son ancien château totalement détruit et une église presque entièrement reconstruite, à une date récente, sauf le chevet.
En 2012, Saint-Loup-en-Champagne était peuplée de 241 habitants vivant essentiellement de l’agriculture. Ceux-ci sont appelés les Thoins.

## Géographie
| Blanzy-la-Salonnaise |                         | Avançon     |
| Aire                 | Saint-Loup-en Champagne | Tagnon      |
| Roizy                | L'Écaille               | Bergnicourt |

Saint-Loup-en-Champagne est située dans le département français des Ardennes, entre Porcien et Champagne crayeuse, à une quinzaine de kilomètres de Rethel, son chef-lieu d'arrondissement. Il s'agit d'une petite commune à vocation agricole.

### Hydrographie
La commune est dans la région hydrographique « la Seine du confluent de l'Oise (inclus) à l'embouchure » au sein du bassin Seine-Normandie. Elle est drainée par le ruisseau de la Wassigneau,.

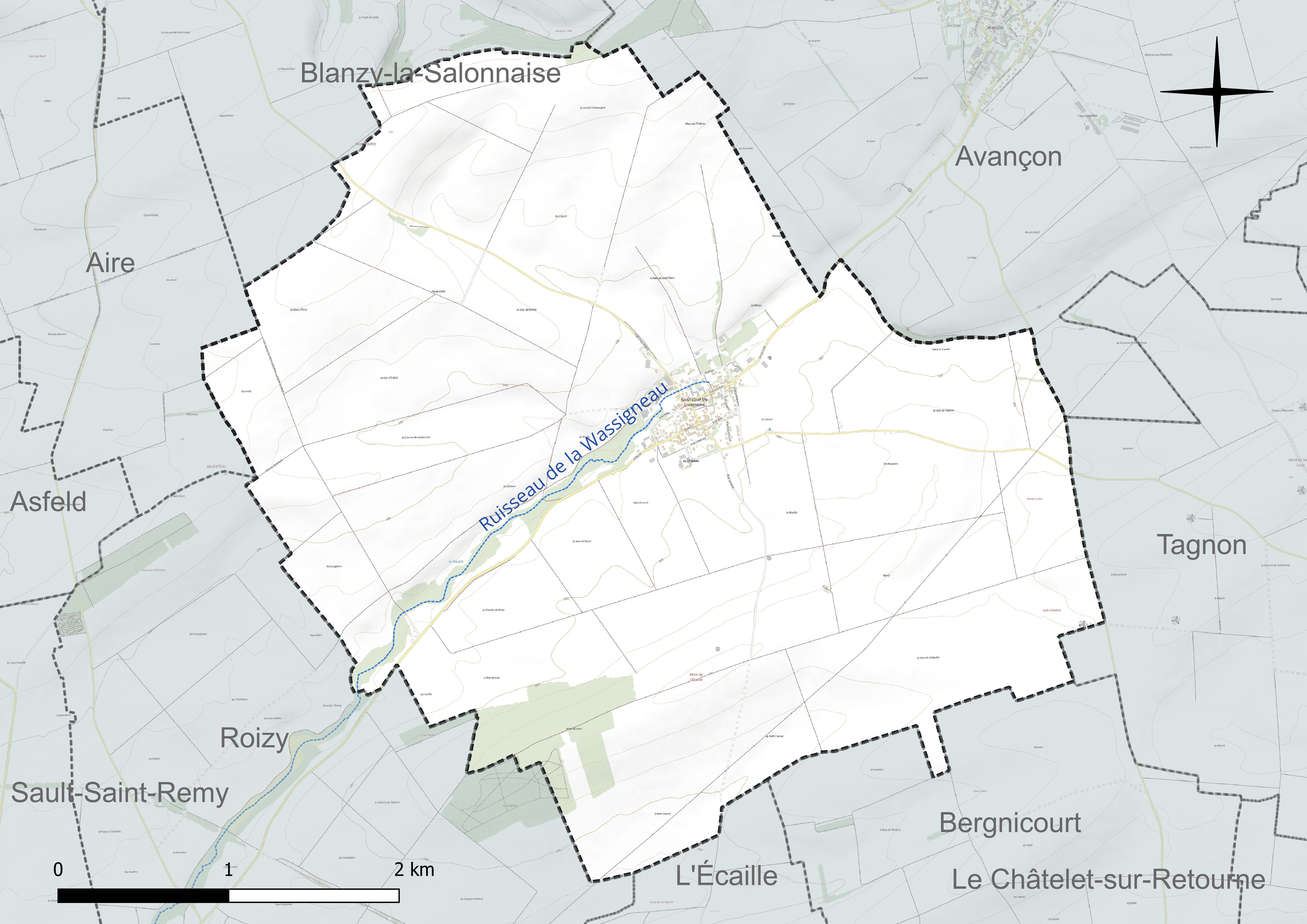
Réseau hydrographique de Saint-Loup-en-Champagne.

### Climat
Pour des articles plus généraux, voir Climat du Grand Est et Climat des Ardennes.
En 2010, le climat de la commune est de type climat océanique dégradé des plaines du Centre et du Nord, selon une étude du Centre national de la recherche scientifique s'appuyant sur une série de données couvrant la période 1971-2000. En 2020, Météo-France publie une typologie des climats de la France métropolitaine dans laquelle la commune est exposée à un climat océanique altéré et est dans la région climatique Nord-est du bassin Parisien, caractérisée par un ensoleillement médiocre, une pluviométrie moyenne régulièrement répartie au cours de l’année et un hiver froid (3 °C).
Pour la période 1971-2000, la température annuelle moyenne est de 10,2 °C, avec une amplitude thermique annuelle de 15,6 °C. Le cumul annuel moyen de précipitations est de 725 mm, avec 12 jours de précipitations en janvier et 8,8 jours en juillet. Pour la période 1991-2020, la température moyenne annuelle observée sur la station météorologique de Météo-France la plus proche, « Juniville », sur la commune de Juniville à 13 km à vol d'oiseau, est de 10,8 °C et le cumul annuel moyen de précipitations est de 704,4 mm. 
La température maximale relevée sur cette station est de 41,3 °C, atteinte le 25 juillet 2019 ; la température minimale est de −22,1 °C, atteinte le 13 janvier 1968,,.
Les paramètres climatiques de la commune ont été estimés pour le milieu du siècle (2041-2070) selon différents scénarios d'émission de gaz à effet de serre à partir des nouvelles projections climatiques de référence DRIAS-2020. Ils sont consultables sur un site dédié publié par Météo-France en novembre 2022.

## Urbanisme

### Typologie
Au 1er janvier 2024, Saint-Loup-en-Champagne est catégorisée commune rurale à habitat dispersé, selon la nouvelle grille communale de densité à 7 niveaux définie par l'Insee en 2022.
Elle est située hors unité urbaine. Par ailleurs la commune fait partie de l'aire d'attraction de Reims, dont elle est une commune de la couronne,. Cette aire, qui regroupe 294 communes, est catégorisée dans les aires de 200 000 à moins de 700 000 habitants,.

### Occupation des sols
L'occupation des sols de la commune, telle qu'elle ressort de la base de données européenne d’occupation biophysique des sols Corine Land Cover (CLC), est marquée par l'importance des territoires agricoles (93,4 % en 2018), une proportion sensiblement équivalente à celle de 1990 (93,6 %). La répartition détaillée en 2018 est la suivante : 
terres arables (93,4 %), forêts (4,4 %), zones urbanisées (2,2 %). L'évolution de l’occupation des sols de la commune et de ses infrastructures peut être observée sur les différentes représentations cartographiques du territoire : la carte de Cassini (XVIIIe siècle), la carte d'état-major (1820-1866) et les cartes ou photos aériennes de l'IGN pour la période actuelle (1950 à aujourd'hui).

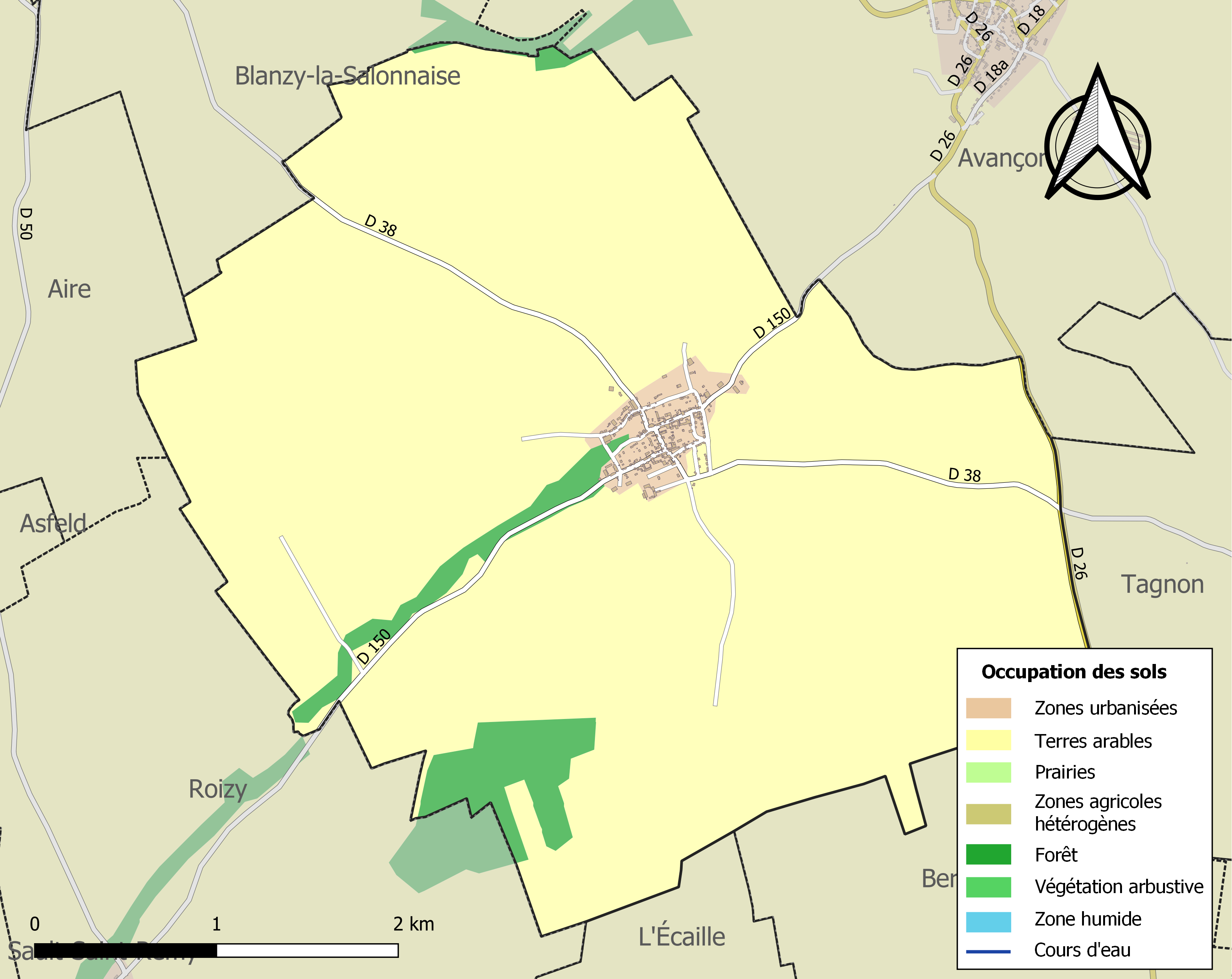
Carte des infrastructures et de l'occupation des sols de la commune en 2018 (CLC).

## Toponymie
Le lieu apparaît sur la table de Peutinger sous la forme Meduanto, toponyme gaulois, comparable à Meduanta > Mantes. Nom probablement basé sur le nom du miel et par extension l'hydromel du celtique commun *medu (cf. gallois med, breton mez).

À l'époque médiévale, les chartes citent le nom latinisé Sanctus Lupus in Campaniâ.

On trouve successivement Saint Leu en Champagne au XIIIe siècle, Sainct Loup au XIVe siècle, Saint Leup en Champaigne et Saint Leup de lés Avenson au XVe siècle.

Viennent ensuite Saint Loup en Champagne, et enfin, jusqu'au décret no 2002-500 du 10 avril 2002, la préfecture ayant omis le « en » : Saint-Loup-Champagne. Le conseil municipal a rectifié cela par délibération du 25 février 2000 conformément à l’usage local, paru au journal officiel du 13 avril 2002 (sans les traits d’union par les correcteurs d’orthographe des ordinateurs).
Saint-Loup est un hagiotoponyme qui fait référence à Loup de Troyes, l'église de la commune lui est dédiée.
La Champagne est une région historique et culturelle, au nord-est de la France, à la frontière avec la Belgique.
Le gentilé des habitants est « Thoin (Thoins) ».

## Histoire

### Propriété du chapitre de Reims
En janvier 1297, Enguerrand de Rumigny, ratifie avec son frère Jacques, seigneur de la Roche, la donation au chapitre de la cathédrale de Reims, moyennant 40 livres, des seigneuries d'Avançon et de Saint-Loup faite par leur frère Jean. Celui-ci, seigneur de Girondelle, Avançon et Saint-Loup-en-Champagne, devient chanoine de Reims en 1243 et prévôt de l’église de Cambrai en 1263.
On croit qu’Enguerrand de Rumigny accompagna saint Louis à la 8e croisade, en 1270.

### Guerres de Religion

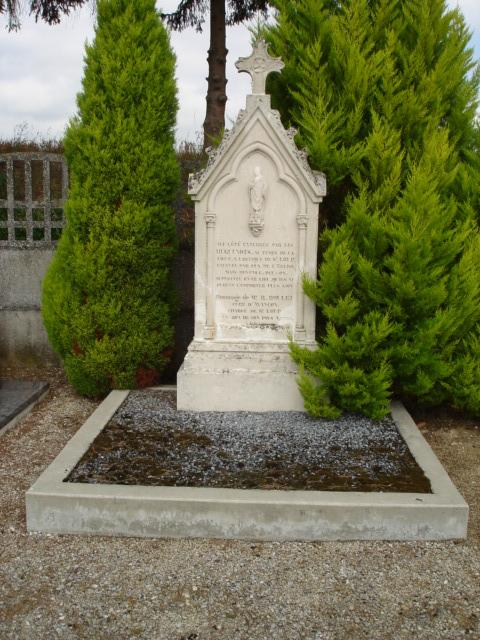
Monument de Saint Loup.

Sur un petit monument à gauche de la route venant de Blanzy-la-Salonnaise, sous une figure de Saint Loup, on lit : 
« Ici a été enterrée par les Huguenots, au temps de la Ligue, la relique de Saint Loup, enlevée par eux de l’église, mais devenue, dit-on si pesante en ce lieu qu’ils ne purent l’emporter plus loin. »
Selon la légende, au XVIe siècle, sous Henri III, les protestants ravagent la région. Ils saccagent l’église de Saint-Loup et trouvent dans une châsse le pouce conservé du saint patron de la paroisse. Ils s’en emparent et veulent le jeter dans un marais voisin. Mais plus ils avancent, plus le pouce devient lourd, si lourd même, qu’à un moment, ils ne peuvent plus avancer.

### La grande guerre
Du 23 août 1914 au 11 novembre 1918, Les Ardennes furent le seul département français entièrement occupé par l’armée allemande.
Vers le 20 août 1914, l'armée allemande franchit la frontière franco-belge. Des combats se déroulent à Charleroi, Dinant et Rossignol. Les récits des atrocités allemandes dans les Ardennes, colportées par les réfugiés belges, terrorisent la population.
Toutes les maisons doivent rester ouvertes, elles sont fouillées de fond en comble plusieurs fois par semaine.
En 1916, les 102 communes de la région se voient réclamer 2 100 000 marks, en 1917 un 1 500 000 marks. À ces taxes il faut ajouter les réquisitions en tout genre : la récupération des métaux pour les industries de guerre (la mauvaise volonté des Ardennais rendit difficile la collecte des objets en cuivre). De nombreux biens sont concernés dont le bois de chauffage, les meubles, les noyers pour les crosses de fusil, le charbon, les chevaux, les vaches, les pommes de terre, le foin, la laine des matelas, les clenches de porte.
Les populations ardennaises sont étroitement contrôlées et assignées à résidence.
Quelques soldats ont exprimé publiquement leur repentir de ces actes. Les occupants se sont efforcés de contrôler les populations ardennaises par tous les moyens.
Le prêtre de Pauvres résume le sentiment général qu’inspire aux Ardennais le comportement de l’envahisseur : 
« Peuple de sauvages, fourbe et avide, en dessous des Huns d’Attila… Ce qu’il faut, ce qu'il faudra, ce sera d’entretenir non seulement la haine, mais le dégoût de l’Allemand qui est le péché intégral. »

#### Aide à la réinstallation
À la fin de la guerre, le village voisin d’Avançon est détruit à près de 50 %. Les habitants rentrés d'exode sont totalement démunis. Le maire Charles Michelet adresse alors une demande d'aide à la ville du Mans qui vote effectivement de donner 4 poules, 1 coq et 4 lapins à chaque famille, ainsi que 932 mètres de toile à draps, du linge, des couvertures. Avançon se retrouve "filleule du Mans".
Un comité local du Mans organise aussi les 8 et 9 juin (Pentecôte) une grande kermesse franco-américaine au profit d'Avançon. Un centre de réembarquement des troupes américaines stationné au Mans concourt à ces festivités et organise une grande représentation rehaussée par la présence de Miss Margareth Wilson, fille du président des États-Unis, laquelle adresse une lettre à la mairie d'Avançon avec un don de 250 francs pour l'école. De nombreux dons de personnalités, d'associations, de commerçants, d'anonymes s'y ajoutent. La Croix-Rouge américaine envoie un don important de meubles, vêtements, denrées alimentaires. Fête et souscription rapportent la somme de 26 630 francs, envoyée en matériel et alimentation.

La commune d'Avançon en donne une partie à Saint-Loup-en-Champagne aussi démuni. Octave Pasté, ancien maire de 1891 au 30 septembre 1919, se rappelle : 
« La commune d'Avançon nous a remis une quantité de couverts, chandails, gants, biscuits, haricots et autres articles qui ont été bien reçus par les habitants de notre commune. Je vous remercie du don généreux qui nous a servi à souhait. Notre commune a été moins saccagée, mais les habitants en ont souffert autant. Nous avons été chassés du village et enfermés pendant 4 jours dans l’église d’Avançon. Durant ce temps, nous avons été mis à sac, tout nous a été enlevé, pillé, incendié ; des mines ont détruit certaines parties du village, voilà le résultat de la guerre ; tant pis pour ceux qui sont sur le passage. Encore une fois merci, nous n’oublierons jamais le bien que vous faites à nos familles. Octave Paste. »

### 1940-1945
Le 9 juin 1940, le chef d’escadron entre en liaison directe avec le commandant Masse, le groupement d’action d’ensemble à Saint Loup, et place un observatoire au signal de Saint Loup (en haut du mont de Blanzy). Mais les batteries subissent des pertes et mal abritées sont parfois dans l’obligation de se taire. Les 2e et 3e batteries du 123e RALCA (artillerie lourde 105L) prennent position dans le bois au sud de Saint Loup à contre pente, elles sont prises sous un bombardement aérien violent à plusieurs reprises puis subissent des tirs d’artillerie ennemis qui préparent l’attaque allemande dans cette région.
Le 15 mai, le 24e régiment d'infanterie est dirigé sur l’Aisne en camion. Installé les 16 et 17 mai, le front a une étendue de 20 km de Château-Porcien à Vieux-lès-Asfeld pour défendre la rive sud de l’Aisne.
Le PC du colonel Sausse est situé à Saint Loup dans la dernière maison à l’angle de la route départementale qui monte en pente douce vers Blanzy et de la rue basse. Au signal sont installés un poste de commandement et un poste d’observation. Le 2e bataillon occupe la ligne d’arrêt au signal Saint Loup, cote 146 et bois Jean Claude.
Le 15 mai, les habitants de Saint-Loup-en-Champagne reçoivent l’ordre d’évacuation et vont aller grossir les colonnes de réfugiés.
Du 17 au 20 mai, le 24e régiment d'infanterie s’oppose à plusieurs tentatives de franchissement de la rivière par les Allemands, les rejetant à chaque fois avec des pertes sensibles par de vigoureuses contre-attaques. Le régiment remporte un succès en maintenant ses positions malgré l’étendue de son front.
Entre le 21 et le 23 mai le régiment profita du répit pour ré-articuler son dispositif 
Le 9 juin à 3h30 un violent bombardement par mines, avions et artillerie se déclenche sur l’ensemble de la position. De violents combats ont lieu les 9 et 10 juin. Les troupes allemandes sont supérieures en nombre et en armes blindées.
10 juin : enfoncement de la ligne d’arrêt. Malgré la résistance des différents bataillons le régiment est complètement encerclé et son colonel est fait prisonnier. Le drapeau est sauvé, le dernier coup de feu est tiré à 23 heures. Des rescapés participent à la défense de la Suippe.
Le 24e RI après ces violents combats n’existe plus, mais il a tenu sa mission « tenir sans esprit de recul ».

Le colonel allemand dira au colonel Sausse : 
« Je vous félicite de la magnifique résistance de votre régiment, ce fut très dur pour nous. »
Au départ de Paris le 24e comptait 83 officiers, 250 sous-officiers, et 2 800 hommes, il ne reste que 8 officiers, 47 sous-officiers et 350 hommes. Sur le terroir de Saint Loup 86 soldats sont décédés dont le chef d'escadrons - (commandant) Robert de Vansay du 19e GRCA. Le 24e RI dépend de la 10e DI avec les 5e RI, 46e RI et 32e RA. Tous ces régiments sont en garnison à Paris.

## Politique et administration
| Période                                  | Période  | Identité          | Étiquette | Qualité            |
| ---------------------------------------- | -------- | ----------------- | --------- | ------------------ |
| 1852                                     | 1887     | Modaine           |           |                    |
| 1891                                     | 1919     | Octave Pasté      |           |                    |
| 1919                                     | 1931     | Léon Pasté        |           |                    |
| 1932                                     | 1940     | Auguste Chevalier |           |                    |
| 1941                                     | 1944     | Georges Nocton    |           |                    |
| 1944                                     | 1969     | Edmond Pasté      |           | Conseiller Général |
| 1970                                     | 1971     | René Fromentin    |           |                    |
| 1971                                     | 1977     | Louis Bausseron   |           |                    |
| 1977                                     | 1995     | François Devie    |           |                    |
| 1995                                     | 2001     | Etienne Bausseron |           |                    |
| 2001                                     | 2008     | Régis Fromentin   |           |                    |
| 2008                                     | 2020     | Robert Carré      |           |                    |
| 2020                                     | En cours | Amandine Nocton   |           |                    |
| Les données manquantes sont à compléter. |          |                   |           |                    |

## Démographie
L'évolution du nombre d'habitants est connue à travers les recensements de la population effectués dans la commune depuis 1793. Pour les communes de moins de 10 000 habitants, une enquête de recensement portant sur toute la population est réalisée tous les cinq ans, les populations de référence des années intermédiaires étant quant à elles estimées par interpolation ou extrapolation. Pour la commune, le premier recensement exhaustif entrant dans le cadre du nouveau dispositif a été réalisé en 2006.

En 2022, la commune comptait 340 habitants, en évolution de +7,94 % par rapport à 2016 (Ardennes : −2,97 %, France hors Mayotte : +2,11 %).
| 1793 | 1800 | 1806 | 1821 | 1831 | 1836 | 1841 | 1846 | 1851 |
| ---- | ---- | ---- | ---- | ---- | ---- | ---- | ---- | ---- |
| 459  | 490  | 495  | 466  | 510  | 496  | 472  | 480  | 520  |

| 1866 | 1872 | 1876 | 1881 | 1886 | 1891 | 1896 | 1901 | 1906 |
| ---- | ---- | ---- | ---- | ---- | ---- | ---- | ---- | ---- |
| 498  | 473  | 426  | 381  | 351  | 348  | 325  | 321  | 319  |

| 1911 | 1921 | 1926 | 1931 | 1936 | 1946 | 1954 | 1962 | 1968 |
| ---- | ---- | ---- | ---- | ---- | ---- | ---- | ---- | ---- |
| 327  | 284  | 286  | 284  | 276  | 230  | 272  | 249  | 232  |

| 1975 | 1982 | 1990 | 1999 | 2006 | 2011 | 2016 | 2021 | 2022 |
| ---- | ---- | ---- | ---- | ---- | ---- | ---- | ---- | ---- |
| 201  | 220  | 217  | 223  | 243  | 241  | 315  | 341  | 340  |

## Culture locale et patrimoine

### Lieux et monuments

#### Ancien château
Une maison de culture importante est située au sommet du coteau dominant le village au sud, à l’endroit où la carte de Cassini place le château de Saint Loup. Ce domaine appartient à la famille Griffon De Finfe, de Montlaurent.

#### Stèle commémorative de l'observatoire du groupement d'action d'ensemble du24eRI

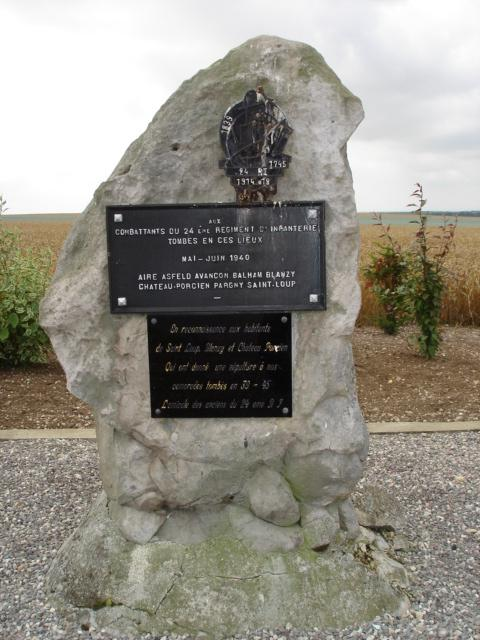
Observatoire du.

À la suite du remembrement de Blanzy-la-Salonnaise, les limites du terroir ont été modifiées : la stèle est maintenant sur le territoire de Blanzy-la-Salonnaise. Mais cet emplacement possède désormais un numéro cadastral enregistré comme propriété de la commune de Saint-Loup-en-Champagne.

#### Église paroissialeSaint-Loupde Saint-Loup-en-Champagne

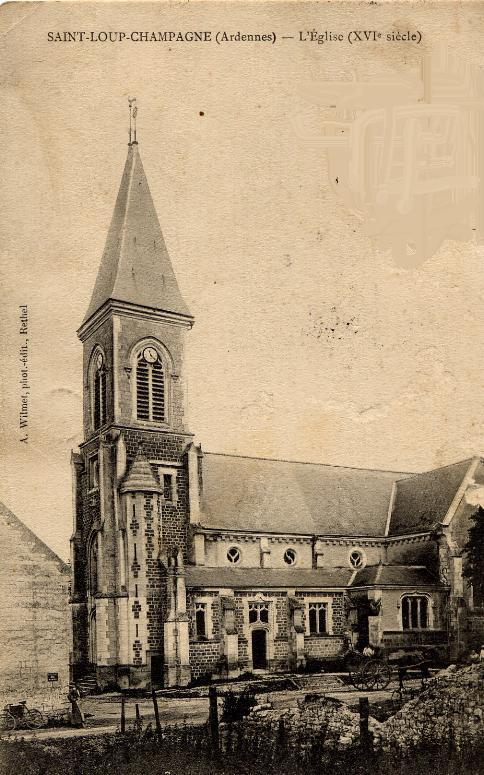
L'église en 1910.

La tour de l’église a été refaite au-dessus du portail, tandis que l’ancienne tour romane se trouvait à sa place normale, à la croisée du transept. Elle forme un porche au rez-de-chaussée, précédant la nef refaite avec elle.
Cette église construite pendant le XIe siècle, agrandie et embellie quatre cents ans plus tard, menaçait ruine. Elle a été rétablie également en deux fois, grâce aux efforts combinés de la commune et de l’État. Le transept et le sanctuaire ont été restaurés en 1879 – 1880. La nef et le clocher ont été reconstruits en 1887. L'architecture de la tour, comme celle des nefs, s’inspire des lignes gothiques flamboyantes de l’abside. Les combles sont couvertes d'ardoise.
Elle domine le centre du village.

#### Les cloches

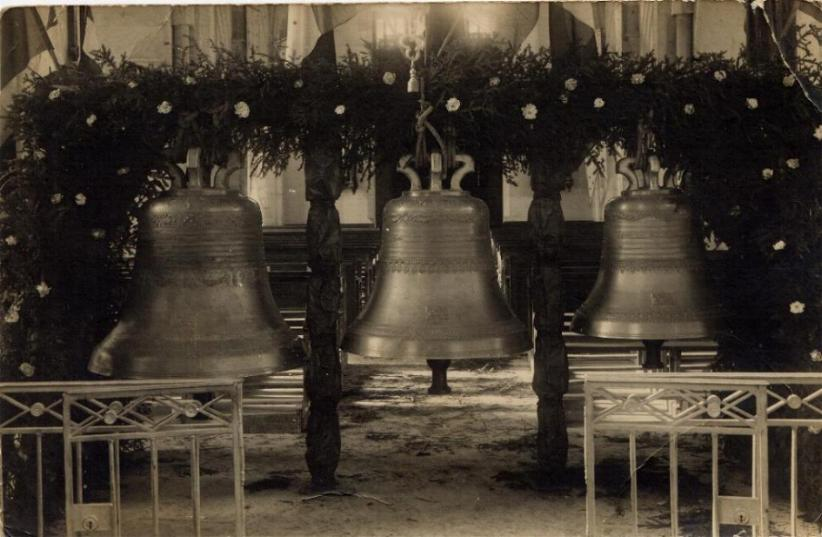
Charlotte - Henriette - Suzanne.

Les trois cloches actuelles ont été transportées en 1887 de l’ancienne tour carré du transept, installées dans un beffroi neuf à l’étage campanaire percé d’ouïes larges et bien espacées. À cette date, les cloches furent fondues sur place par les fondeurs Antoine et Loiseaux. Elles seront bénies en novembre 1921 par l’abbé Bouchy.
| Nom                                  | Poids       | Note      | Parrain                         | Marraine                                         | Remplace                 | Remarque                                                                       |
| ------------------------------------ | ----------- | --------- | ------------------------------- | ------------------------------------------------ | ------------------------ | ------------------------------------------------------------------------------ |
| Charlotte Elisabeth                  | 1050 kg     | Mi        | Léon Pasté, maire de la commune | Charlotte Elisabeth Druart, épouse de Léon Pasté | Emma Jeanne Elise        | Noms des enfants du village morts à la guerre 1914-1918 gravés dans le bronze. |
| Henriette Jeanne Marie               | 900 kg env. | Fa dièse  | Fromentin César                 | Fromentin Henriette, sœur de Fromentin César     | Marie                    |                                                                                |
| Suzanne Andrée Antoinette Marguerite | 700 kg env. | Sol dièse | Chevalier Auguste               | Angèle Boulay                                    | Austrégilde-Uranie-Marie |                                                                                |

### Saint patron
Saint leu (évêque de Sens, mort en 623).

## Galerie

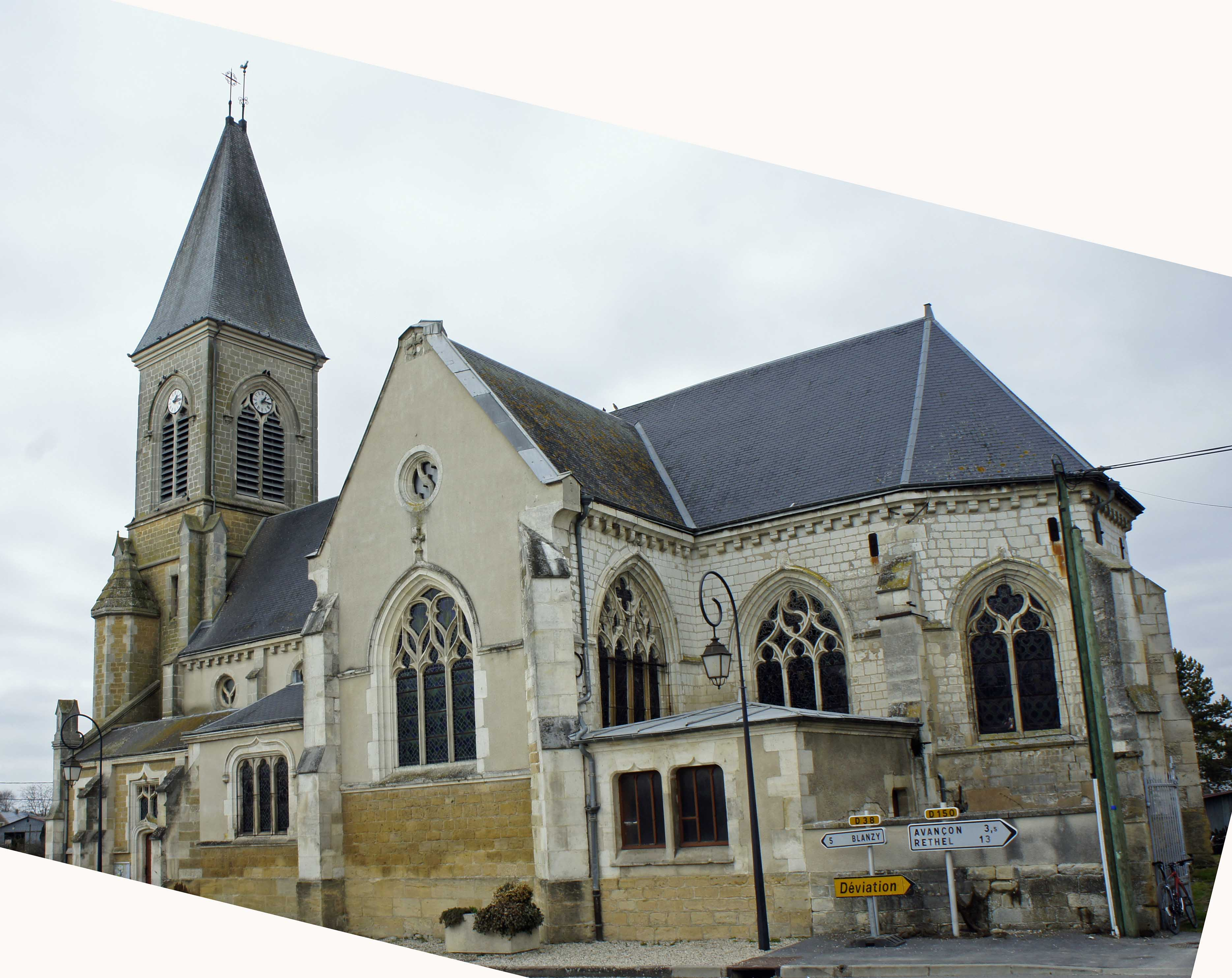
Église de Saint-Loup-en-Champagne.
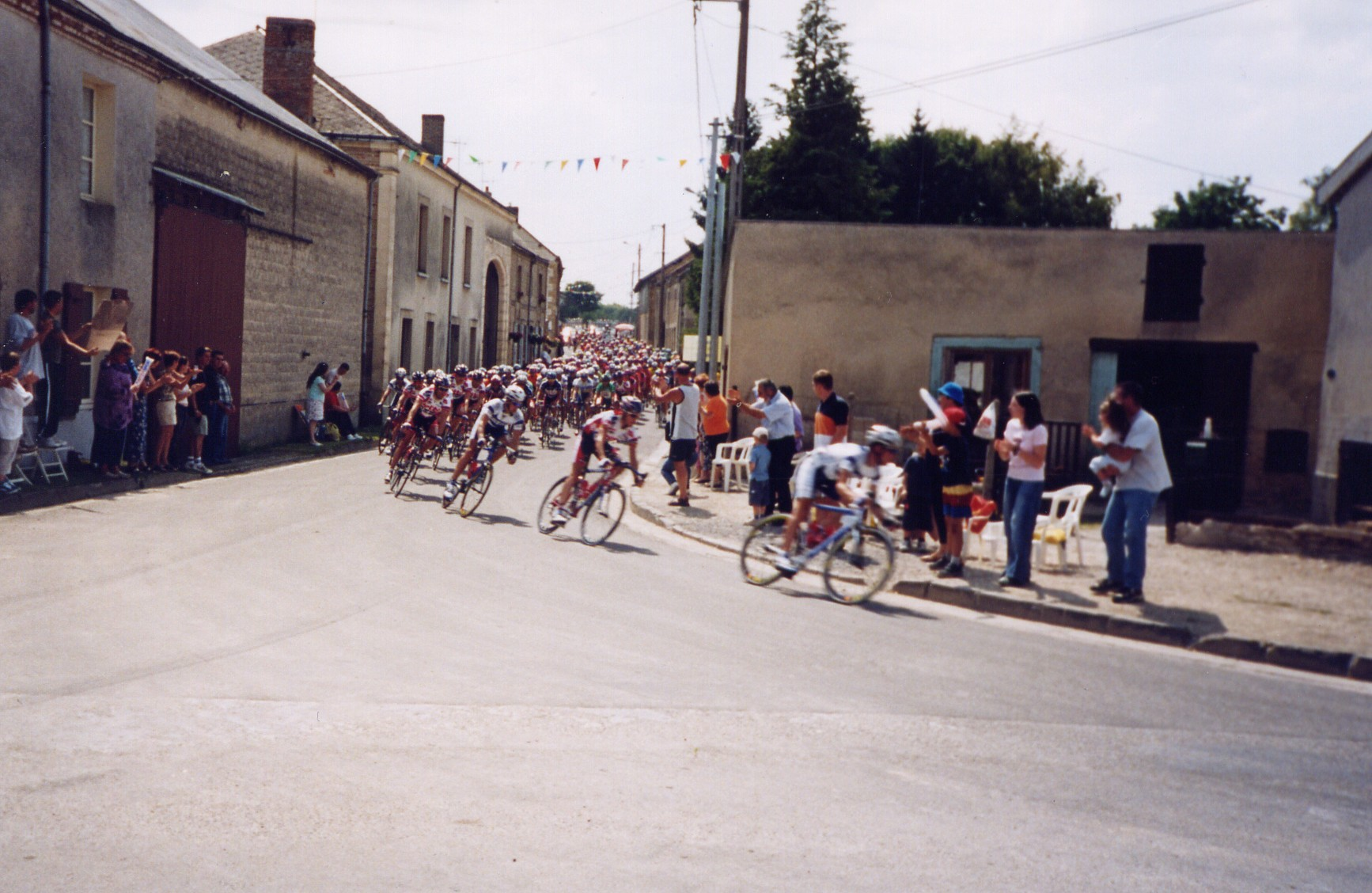
Rue haute Passage du Tour de France 2003.
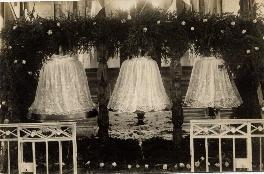
Les cloches en novembre 1921.